# Solanum panduriforme
Solanum panduriforme är en potatisväxtart som beskrevs av Ernst Meyer. Solanum panduriforme ingår i släktet skattor som ingår i familjen potatisväxter. Inga underarter finns listade i Catalogue of Life.

## Bildgalleri

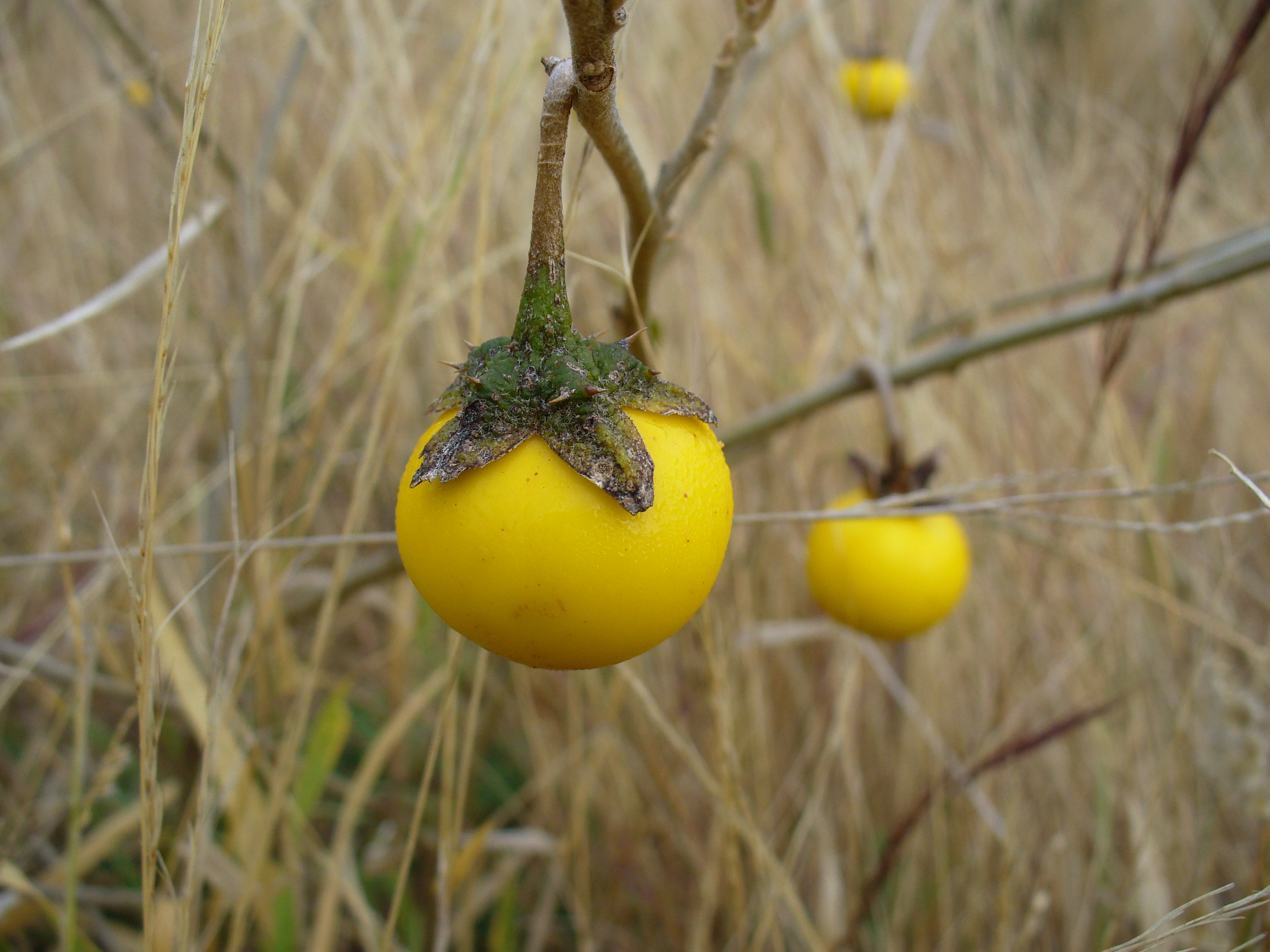
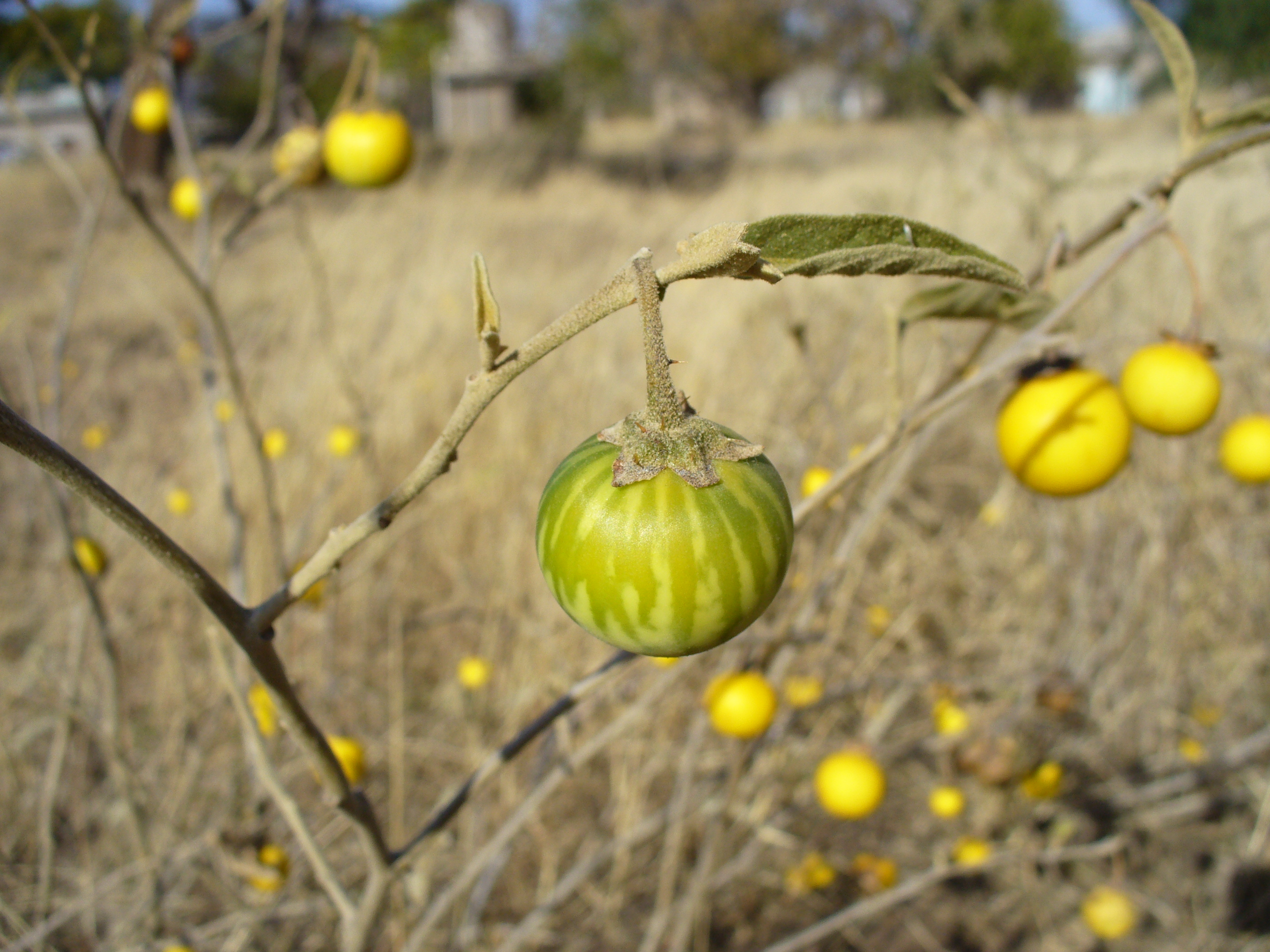